# José Navarro
José Navarro Aramburú (24 settembre 1948) è un ex calciatore peruviano, di ruolo difensore.

## Carriera
Con la Nazionale peruviana ha preso parte ai Mondiali 1978.

## Palmarès

### Club
- Campionato peruviano: 2

Sporting Cristal: 1979, 1980

### Nazionale
- Campeonato Sudamericano de Football: 3

Copa América 1975